# 野宮真貴
野宮 真貴（のみや まき、1960年3月12日 - ）は、歌手。
ピチカート・ファイヴの3代目ヴォーカルとして有名。現在ではソロでの音楽活動の他、ナレーター、モデル、デザイナーなどとしている。

## 来歴・人物
北海道白糠郡音別町（現・釧路市音別町）生まれ。子供時代は父親の仕事の都合で札幌-東京-室蘭-千葉と引越を繰り返した。本人の話によると、歌手になりたいと思い始めたのは『ステージ101』（NHK総合）を観てのことで、この番組発のグループ『ヤング101』に入りたいと思っていた。10歳の時にカーペンターズ、セルジオ・メンデス、ミッシェル・ポルナレフなどの洋楽を聴き始め、その後グラムロック好きになり、ニューヨーク・ドールズがお気に入りになっていた。高校入学後はキッス、エアロスミスなどハードロックを聴くようになり、その頃にはハードロック系のバンドを組んで活動。しかし自分の柔らかな感じの歌声はハードロックに合わず、ギターを担当していた。高校を卒業する頃の1970年代末にニュー・ウェイヴというムーブメントが到来し、テクノポップが流行り出した時に「やっと自分の歌いたい音楽に出会えた」と思ったという。この時にハードロックに見切りを付け、髪を刈り上げにするなど自分のファッションを髪型から変えていた。テクノポップでは、プラスチックスの佐藤チカに憧れていた。
高校卒業後は英語の専門学校へ進学しニュー・ウェイヴ系のバンドを結成して活動を始めたもののデビューには至らず、専門学校卒業後はコンピューター会社のOLとして働いていた。この頃、渋谷のニュー・ウェイヴ喫茶店、ナイロン100%によく通っていた。
その後、スカウトされて音楽界に入り、ハルメンズのレコーディングにボーカルの準メンバーとして参加した後、1981年、野宮“ロマン”真貴として、シングル「女ともだち」（資生堂「シャワーコロン」CM曲）でデビュー。22歳のときに中原信雄、鈴木智文と共にポータブル・ロックを結成。活動を続けると共に、1984年前後にはムーンライダーズの資生堂CM曲「パーキー・ジーン」やシングル「M.I.J.」などでゲストボーカル、ラップ、コーラスを担当。1988年以降の田島貴男ボーカル時代のピチカート・ファイヴではゲストコーラスとして参加した。
1990年にピチカート・ファイヴに3代目ボーカルとして加入し、2001年3月に解散するまで、日本とヨーロッパを中心に活動。解散後はソロ活動を行う。
1996年に『ウゴウゴルーガ』で声優も務めていたフジテレビ局職員（現・音楽プロデューサー）と結婚し、同年、長男を出産。長男はその後、医学部に進学した。
2004年にm-floのアルバム『ASTROMANTIC』に参加、2005年に「野宮真貴 loves m-flo」としてシングルを発表するなど、他のアーティストとのコラボレーションも積極的に行っている。
2011年に「30年ぶりに、もう一度デビューする、みたいな気持ち」という気持ちでROAD AND SKY ORGANIZATIONから、ソニー・ミュージックアーティスツに移籍。2012年にはデビュー30周年記念アルバム『30 〜Greatest Self Covers & More!!!〜』をリリース。
2019年に北海道の民放5局とNHK札幌放送局による共同キャンペーン『One Hokkaido Project』のキャンペーンソングに参加。

## 作品
ソロ活動以外の作品は関連項目を参照。

### 音楽
- ピンクの心（1981年、ビクター/フライングドッグ） - 鈴木慶一プロデュース。デビューシングル「女ともだち」と当時ムーンライダーズのライブでも演奏された「ウサギと私」を収録。1990年・1995年・2005年8月に再発売。2005年版は当時の紙ジャケットを復刻したデザインで、インディーズレーベル“SS RECORDINGS”より発売。2010年10月30日にビクターエンタテインメントから秘蔵ライブ音源2曲を加えた『ピンクの心+2』のタイトルで発売された（VICL-70095）

- すてきなラブ・パワー（1985年、RCA） ※つくば万博電力館テーマ曲
- 100パーセント妖怪CAT（1986年、徳間ジャパン） ※『ゲゲゲの鬼太郎』猫娘キャラクターソング
- まだ見ぬプリンセス（1986年、徳間ジャパン） ※「プリティー“ピーチボイス”プリンセス」名義。『スーパーマリオブラザーズ』ピーチ姫キャラクターソング（スーパーマリオブラザーズのアレンジアルバム『サウンドマリオブラザーズ』に収録。16BIT SCROLLERSとしてポータブルロックメンバーも変名で参加している）
- miss maki nomiya sings（2000年7月、ヒートウェイヴ） - 小西康陽プロデュース
- Lady Miss Warp（2002年11月7日、ジェマティカ・レコーズ）
- DRESS CODE（2004年7月7日、ジェマティカ・レコーズ）
- Big Bang Romance（2005年9月7日、エイベックス・マーケティング・コミュニケーションズ） ※「野宮真貴 loves m-flo」名義
- PARTY PEOPLE（2005年10月12日、エイベックス・マーケティング・コミュニケーションズ）
- エレガンス中毒（2008年2月、タワーレコード限定販売） - 菊地成孔提供曲収録
- 30 〜Greatest Self Covers & More!!!〜（2012年1月25日、ソニー・ミュージックアソシエイテッドレコーズ）
- 野宮真貴、渋谷系を歌う。 Miss Maki Nomiya sings Shibuya-kei Standards（2014年11月12日、mini inc.+O.S.T.INC.）
- 世界は愛を求めてる。What The World Needs Now Is Love 〜野宮真貴、渋谷系を歌う。〜（2015年11月11日、ユニバーサルミュージック）
- 男と女’Un Homme et Une Femme'〜野宮真貴、フレンチ渋谷系を歌う。〜（2016年8月31日、ユニバーサルミュージック）
- 野宮真貴、ヴァカンス渋谷系を歌う。〜Wonderful Summer〜（2017年5月3日、ユニバーサルミュージック）
- 野宮真貴、ホリデイ渋谷系を歌う。（2017年10月18日、ユニバーサルミュージック）
- 野宮真貴 渋谷系ソングブック（2018年10月31日、ユニバーサルミュージック）
- 私たちの道（参加作品、デジタル配信：2019年2月20日、CDS：2019年3月6日、 WESS RECORDS） ※「One Hokkaido Project」名義[9]
- New Beautiful（2022年4月20日、ビクターエンタテインメント）
- アーティスト/ホットな地球よ（2024年2月14日、SPACE SHOWER MUSIC）平山みき,野宮真貴

### 書籍
- おしゃれ手帖 - Cahier de la Mode（1999年11月、PARCO事業局出版部、ISBN 4891946008）

2003年12月、朝日新聞社より文庫化。（ISBN 4022614331）
- スター・ストラック - スタアのひとりごと（2001年3月、PARCO事業局出版部、ISBN 4891946199）
- 野宮真貴のAtoZ（2001年9月、GAP出版、ISBN 490159429X）
- ドレスコードのすすめ - おしゃれ手帖 PART II（2004年7月、DAI-X出版、ISBN 4812525403）
- 野宮真貴×篠崎真紀×湯山玲子『エレガンス中毒 ぎりぎりの女たち』（2008年2月、INFASパブリケーションズ、ISBN 9784900785618） - ＋1ゲストによる対談集
- 赤い口紅があればいい いつでもいちばん美人に見えるテクニック（2016年9月、幻冬舎、ISBN 9784344030022）
- おしゃれはほどほどでいい（2017年10月、幻冬舎、ISBN 9784344031968）

### その他
- PlayStation 2用ゲームソフト『7（セブン）〜モールモースの騎兵隊〜』（2000年12月21日） - ナレーション
- PlayStation 2用ゲームソフト『みんな大好き塊魂』（2005年7月） - 楽曲提供「ベイビーユニバース」
- ニンテンドーDS用ゲームソフト『スーパープリンセスピーチ』（2005年10月） - CMテーマソング

### メディア出演

#### テレビ
- ワールド・プレミアム・ライブ（NHK BShi） - 司会
- 続・最後から二番目の恋 第4話（2014年5月8日、フジテレビ） - 本人 役
- The Covers' Fes 今夜はカバーソングナイト（2014年12月10日放送） - The Coversのスペシャル番組。小沢健二「ぼくらが旅に出る理由」、トワ・エ・モワ「或る日突然」をカヴァー
- The Covers（2015年12月21日・2016年9月5日、NHK BSプレミアム） - 〈2015年〉荒井由実「中央フリーウェイ」、松田聖子「ガラスの林檎」、尾崎亜美「マイ・ピュア・レディ」をカヴァー。〈2016年〉松任谷由実「ルージュの伝言」、安田成美「思い出のロックンロール」、フランス映画「男と女」主題歌（日本語歌詞:小西康陽）、鈴木雅之&菊池桃子「渋谷で5時」（スペシャルゲスト:鈴木雅之とデュエット）をカヴァー。
- ごちそんぐDJ ぱんぷきんぜんざいの回 （2016年12月13日、NHK教育）
- 第16回 東京ジャズ「VOL.2」（2017年10月15日、NHK BSプレミアム）
- ミュージックステーション ウルトラFES 2018（2018年9月17日、テレビ朝日） - 『ミュージックステーション』初出演の野宮は、「東京は夜の七時」発売25周年を記念して小西康陽が新たに編曲とプロデュースを手がけた同曲の特別バージョンをテレビ初披露した。小西プロデュース＆野宮歌唱というコラボは、2001年にピチカート・ファイヴが解散して以来初となった。

#### Web配信
- 田中圭24時間テレビ（2018年12月15日 - 12月16日、AbemaSPECIAL2） - 本人役 ※早朝と夕刻の2回、収録風景も含め出演。『東京は夜の七時』を披露した（朝は「東京は朝の七時」と歌詞を替えて歌唱）。その模様は出来上がったドラマ「くちびるWANTED」に収められ、配信された[10][11]。
- 私たちの道 - One Hokkaido Project（YouTube）参加作品のMV[12]。

### 映画
- 星くず兄弟の新たな伝説（2018年1月、マジックアワー） - スペースポートスタッフ　役 ※劇中歌「星くず兄弟、月へゆく」（野宮真貴 with スターダスト・ブラザーズ（三浦涼介・武田航平）歌唱 [13]

## エピソード
- 若い頃、紙おむつを発売していたほぼ全メーカーのCMソングを歌っていたことがある。このエピソードは2012年2月2日、『笑っていいとも!』のテレフォンショッキングに出演した際にクイズとして出題された。
- 六本木との関わりも深く、80-90年代は六本木WAVE（WAVE）に足を運び、2000年代に入ってから息子が中学校に入るまでの6年間、六本木ヒルズレジデンスに住んでいたとインタビューで明かしている[14][15]。